# Kumiko Nishihara
Kumiko Nishihara (jap. 西原 久美子 Nishihara Kumiko; właściwie Kumiko Watanabe (jap. 渡辺 久美子 Watanabe Kumiko), ur. 27 kwietnia 1965) – japońska aktorka głosowa, związana z Aoni Production.

## Wybrana filmografia

### Seriale anime
- 1984: Skrzaty z Wyspy Li jako Pi
- 1991: Przygody Hucka Finna jako Becky
- 2007: Yes! Pretty Cure 5
- 2011: Suite Pretty Cure
- 2013: Doki Doki! Pretty Cure

### Filmy anime
- 1995: Sailor Moon SuperS: The Movie jako Diana
- 1995: 2112: Narodziny Doraemona
- 2003: Doraemon: Ludzie wiatru